# Ery Fukushima Guachalla
Ery Odette Fukushima Guachalla (La Paz, Bolivia; 7 de marzo de 1982) es una científica e investigadora boliviana-japonesa. Su principal campo de estudio es la biotecnología, metabolitos secundarios provenientes de plantas, ingeniería metabólica, biología sintética y edición genómica.
Obtuvo su licenciatura en Biología en la Universidad Mayor de San Andrés realizando estudios sobre plantas y sus beneficios, específicamente plantas medicinales de Bolivia, posteriormente adquirió conocimientos sobre aspectos moleculares de la biología vegetal y el uso de herramientas biotecnológicas para estudiar compuestos naturales biosintetizados por plantas. Realizó sus estudios de maestría y doctorado en la Universidad Municipal  de Yokohama, actualmente es docente adjunta invitada en la Universidad de Osaka en la División de Ciencia Avanzada y Biotecnología donde trabaja el tema de triterpenoides, un tipo de metabolitos especializados con propiedades terapéuticas, su producción, sus diferencias entre sí, las especies que las producen. Fukushima utiliza técnicas relacionadas con metabolómica, transcriptómica, biología molecular, cultivos de tejidos vegetales así como técnicas de edición de genoma .

## Premios y reconocimientos
- En 2016 obtuvo el tercer lugar en el evento Falling Walls Tokyo para jóvenes investigadores.
- En 2012 obtuvo el premio estudiantil de la Japanese Society for Plant and Cell and Molecular Biology.

## Investigaciones y publicaciones
Fukushima ha publicado diversas investigaciones, existen al menos 500 investigaciones científicas en las que ha participado o se han citado sus estudios.
entre ellas:
- Functional Characterization of CYP716 Family P450 Enzymes in Triterpenoid Biosynthesis in Tomato[5] ( coautora)
- Atrazine exposed phytoplankton causes the production of non-viable offspring on Daphnia magna ( coautora)
- Identification and characterization of a novel sesquiterpene synthase, 4-amorphen-11-ol synthase, from Artemisia maritima ( coautora)
- Comparative analysis of CYP716A subfamily enzymes for the heterologous production of C-28 oxidized triterpenoids in transgenic yeast ( coautora)
- Functional Characterization of CYP716 Family P450 Enzymes in Triterpenoid Biosynthesis in Tomato ( coautora)
- Structure and hemolytic activity relationships of triterpenoid saponins and sapogenins ( coautora)
- Functional Analysis of Amorpha-4,11-Diene Synthase (ADS) Homologs from Non-Artemisinin-Producing Artemisia Species: The Discovery of Novel Koidzumiol and (+)-α-Bisabolol Synthases ( coautora)
- Artemisinin-based antimalarial research: application of biotechnology to the production of artemisinin, its mode of action, and the mechanism of resistance of Plasmodium parasites ( coautora)
- Novel triterpene oxidizing activity of Arabidopsis thaliana CYP716A subfamily enzymes ( coautora)
- Identification and genome organization of saponin pathway genes from a wild crucifer and their use for transient production of saponins in tobacco ( coautora)
- Functional analysis of orthologous artemisinic aldehyde Δ11(13)-reductase reveals potential artemisinin-producing activity in non-artemisinin-producing Artemisia absinthium ( coautora)
- Plant Cytochrome P450s in Triterpenoid Biosynthesis: Diversity and Application to Combinatorial Biosynthesis ( coautora)